# Edith Wiklund
Edith Sofia Wiklund, född 27 november 1905 i Angelniemi, Finland, död 1969, var en finländsk målare, grafiker och teckningslärare.
Hon var dotter till godsägaren Carl Leander Wiklund och Emilia Sofia Wiklund. Hon studerade vid Åbo konstförenings ritskola i Åbo 1923–1926 och vid Konstindustriella läroverket i Helsingfors 1926–1930 samt vid Helsingfors universitets ritinstitut 1920 samt för Emil Johanson-Thor och Harald Sallberg vid Kungliga konsthögskolan i Stockholm 1937–1939. Wiklund räknas till en av de främsta grafikerna i Finland och har tilldelats Finländska statens pris ett flertal gånger. I Sverige var hon representerad i utställningen Ur Etsningskolans portföljer 1927–1938 som visades på Konstakademien i Stockholm och den Nordiska konstutställningen som visades på Mässhallen i Göteborg. Wiklund är representerad vid bland annat Ateneum i Helsingfors.